# Scott Fischman
Scott Fischman (Langhorne, 1980) is een Amerikaans professioneel pokerspeler. Hij won zowel het $2.000 H.O.R.S.E.- als het $1.500 No Limit Hold'em-toernooi van de World Series of Poker 2004, goed voor hoofdprijzen van $100.200,- en $300.000,-. Daarnaast won hij onder meer het No Limit Hold'em-toernooi van het World Poker Tour Young Guns of Poker Invitational 2004.
Fischman won tot en met juni 2015 meer dan $2.700.000,- in pokertoernooien, cashgames niet meegerekend..

## Wapenfeiten
Fischman werd op zijn 21e aangenomen als pokerdealer in het Mirage Casino, maar zegde een jaar later zijn baan op om het te gaan proberen als professioneel pokerspeler. Hij deed in 2004 voor het eerst mee aan de World Series of Poker (WSOP) en kwam direct op vier toernooien in het prijzengeld. In twee daarvan had hij de hoofdprijs. Fischman werd zodoende de op dat moment jongste speler ooit met twee WSOP-zeges in één jaar.
Een jaar later bereikte Fischman 'maar' één finaletafel. Hij werd tweede in het $1.500 No Limit Hold'em-toernooi van de World Series of Poker 2005, achter Allen Cunningham. Het leverde hem wel $352.125,-, meer dan hij kreeg voor eender welke titel een jaar eerder.
Fischman deed in 2008 mee aan de tweede editie van de World Series of Poker Europe. Daarop werd hij zesde in het £10.000 World Championship No Limit Hold'em, de Europese evenknie van het Main Event. Hij verdiende er 313.727,- mee. Op de 'reguliere' World Series of Poker 2010 bereikte hij voor de vijfde keer een WSOP-finaletafel. door negende te worden in het $10.000 H.O.R.S.E. Championship.
Ook op de World Poker Tour (WPT) verdiende Fischman een paar aanzienlijke geldprijzen. Zo werd hij achtste in het $25.000 WPT - No Limit Hold'em Championship van de Fifth Annual Five Star World Poker Classic 2007 (goed voor 247.525,-) en twaalfde in het $15.000 WPT Doyle Brunson North American Poker Classic - No Limit Hold'em van de Fifth Annual Five Diamond World Poker Classic 2006 ($84.570,-).
Buiten de WPT- en de WSOP won hij onder meer het $100 No Limit Hold'em-toernooi van de Orleans Open 2004.

## WSOP-titel
| Jaar                       | Toernooi                | Prijs      |
| -------------------------- | ----------------------- | ---------- |
| World Series of Poker 2004 | $2.000 H.O.R.S.E.       | $100.200,- |
| World Series of Poker 2004 | $1.500 No Limit Hold'em | $300.000,- |